# Кусс, Маргарита Ивановна
Маргарита Ивановна Кусс (13 октября 1921, Рязань — 19 декабря 2009, Москва) — советский и российский музыкант, композитор. Заслуженный деятель искусств РСФСР (1991).

## Биография

### Детство
Маргарита Кусс родилась 13 октября 1921 года в городе Рязани. С раннего детства проживала в Москве. Отец — Кусс Иоганнес (Иван) Петрович работал на хозяйственных работах. Перед Великой Отечественной войной, по причине эстоно-немецкого происхождения, был выслан из Москвы, реабилитирован только в середине 1950-х годов. Мать — Кусс Мария Фёдоровна, дочь православного священника из Рязани, учитель музыки. Любовь к сочинительству музыкальных произведений у Маргариты была ещё со времён учёбы в детской музыкальной школе.

### Образование
С 1939 по 1943 год проходила обучение в Музыкальном училище при Московской консерватории. Её учителями в этом учреждении были профессор Генрих Литинский, профессор Леонид Ройзман, Александр Гедике, Игорь Способин.
С 1943 года обучалась в Московской государственной консерватории им. П. И. Чайковского в классе сочинения профессора Виссариона Шебалина. Благодаря вмешательству Шебалина Маргарита Кусс избежала высылки из Москвы. Инструментовке Кусс обучалась у Дмитрия Шостаковича. В 1948 году окончила консерваторию, а в 1949 году была принята в члены Союза композиторов СССР.
Входила в состав художественного совета Всесоюзного радио по приёму фондовых записей.

### Творчество
Маргарита Кусс является автором ряда произведений для симфонического оркестра, а также вокальных и камерно-инструментальных сочинений, пьес для оркестра русских народных инструментов.
Среди её произведений:
- Два цикла романсов под названием «Лирика русских поэтов» (для баса и фортепиано, и меццо-сопрано и фортепиано) на стихи Блока, Тютчева, Бунина, Заболоцкого (изданы в 1989 и 1996 годах);
- «Из поэзии Микеланджело» — вокальный цикл для сопрано и фортепиано, написанный в 1975—1976 годах;
- Несколько циклов Русских песен для голоса и фортепиано, для которых композитором были отобраны малоизвестные, никем ранее не использовавшиеся песни;
- Два вокальных цикла для голоса и фортепиано на слова Фёдора Тютчева: «Из поэзии Ф. Тютчева» (1998) и «Осенний вечер» (2003);
- Последний вокальный цикл «Лирика Ивана Бунина» был написан в 2005 году.

Её музыкальные произведения входили в список обязательных к исполнению на международных конкурсах имени П. И. Чайковского и имени М. И. Глинки. Среди исполнителей её произведений значились: дирижёр Евгений Светланов и Государственный академический симфонический оркестр, дирижёр Владимир Федосеев и Большой симфонический оркестр имени П. И. Чайковского; скрипачи, лауреаты международных конкурсов Нелли Школьникова, Ирина Бочкова, Сергей Ломовский; пианисты Михаил Ермолаев, Татьяна Рубина, профессор московской консерватории Юрий Муравлёв; вокалисты Александр Ведерников, Аризедер Урреизтиета (США), Зара Долуханова, Рузанна и Карина Лисициан и другие.
Проживала в Москве. Умерла 19 декабря 2009 года.

## Отзывы
Георгий Свиридов высказывался в адрес композитора:
```
Я внимательно и, надо сказать, с большим удовольствием слушал твою музыку. Очень хороши начальные три романса… Последние же три песни — прямо-таки замечательные. Разнообразно, возвышенно, просто, красиво и самостоятельно в смысле душевного движения! Особенно удалась «Земля». Эту музыку можно слушать много раз. И как мастерски сделано, ни одной лишней ноты.
```

## Награды и премии
- Заслуженный деятель искусств РСФСР (1991)